# Cruzada de Bona
La cruzada de Bona fue la segunda expedición militar dentro de la Armada Santa que se organizó la Corona de Aragón tras el saqueo de Torreblanca y una expedición anterior (cruzada de Tedelis). En esta ocasión fue contra el emirato háfsida, y se llevó a cabo en el verano de 1399.

## Antecedentes
Durante el saqueo de Torreblanca, el 24 de agosto de 1397, piratas procedentes de Bugía, dirigidos por un valenciano renegado, Pedro Fuster, se llevaron un cáliz o una custodia que guardaba sagradas formas además de 108 prisioneros. La noticia se propagó rápidamente y la conmoción desencadenó la reacción de varias ciudades y villas buscando recuperar los tesoros y cautivos perdidos.
El rey Martín el Humano, absorbido en esos momentos financieramente por otras empresas, avala y apoya políticamente la iniciativa, y otro tanto hará el papa de Aviñón, Benedicto XIII, el aragonés Papa Luna, mediante la promulgación de la bula de cruzada (marzo de 1398). Todo ello llevará a reunir la adhesión de otras villas y ciudades que suman recursos, y aportan en la recaudación de fondos y en el reclutamiento de tropa y naves que favoreció el ataque a Tedelis. La flota se reunió Ibiza, reuniendo 70 naves y 7.500 cruzados, zarpando en agosto y saqueando Tedelis, donde murieron 1.000 vecinos. Tras atacar las costas africanas, la expedición se dirigió a continuación a Aviñón para tratar de liberar a Benedicto XIII del asedio al que le tenía sometido Godofredo Boucicault en su palacio después de que un concilio de la Iglesia de Francia en 1398 se manifestó contrario a Benedicto XIII y puso a la Iglesia en Francia bajo control del poder real y el rey de Francia retirara la obediencia al Papa. La flota no pudo remontar el Ródano por el poco caudal que llevaba el río, pero consiguió que se concediera una tregua de tres meses a los sitiados.
El rey negoció la recuperación de la custodia a cambio de algunos de los 300 prisioneros. Durante el saqueo, que se había realizado en dos grupos (valencianos por un lado, mallorquines, por el otro) no hubo miramiento contra las propiedades que numerosos mercaderes mallorquines poseían en la ciudad. Esto produjo altercados entre ambas facciones que favoreció una reacción de los vecinos de Tedelis y en el contraataque fallecía el comandante mallorquín, Hugo de Anglesola junto a algunos destacados caudillos cristianos.
Al año siguiente, se decide repetir una nueva expedición, pero en esta vez será contra Bona en territorio háfsida.

## La cruzada
Reunidas la flota mallorquina, con 6 galeras y 54 barcos, y la valenciana, de 7 galeras y 23 barcos en Mahón, zarpó en 21 de agosto y fondeó ante Bona el 31 de agosto. El 1 de septiembre se iniciaron las primeras acciones bélicas y al día siguiente el desembarco de la mayoría de los efectivos militares. Los musulmanes, avisados por mercaderes mallorquines escarmentados por los saqueos del año anterior en Tedelis, habían puesto en aviso a la ciudad que había reunido a un gran número de combatientes. Después de tomar una pequeña fortaleza cercana a la ciudad, se determinó la retirada.
Abandonado el asedio, la armada valenciana se dirigió hacia Sicilia, en auxilio de Martín el Joven, y la mallorquina intentó resarcise atacando Collo y Jijel aunque con el mismo resultado por lo que acabaron regresando a los puertos de origen sin haber conseguido ninguna victoria.

## Consecuencias
El fracaso de la expedición forzó a Martín el Humano a firmar un tratado de paz con Abu-Faris Abd-al-Aziz en 15 de mayo de 1403, que pronto se mostró ineficaz.